# Franklin Wharton
Franklin Wharton, ameriški častnik marincev, * 23. julij 1767, Filadelfija, Pensilvanija, ZDA, † 1. september 1818, New York, New York. 